# Decade
Decade ist ein 1977 von Neil Young veröffentlichtes Dreifachalbum mit Musik aus der Dekade von 1966 bis 1976. Es enthält eine Kompilation von 35 Songs, darunter fünf bis dahin unveröffentlichte, und erreichte in den Billboard Top Pop Album Charts Platz 43. Später wurde es als Doppel-CD wiederveröffentlicht.
Bemerkenswert sind Youngs handschriftliche Anmerkungen zu jedem Song.

## Geschichte
Dieses von Young selbst zusammengestellte Album repräsentiert seine etwa zehnjährige Karriere bis 1977 und enthält Lieder aus jedem von ihm veröffentlichten Album außer 4 Way Street und Time Fades Away. Auf dem Album sind Aufnahmen von Buffalo Springfield, Crosby, Stills, Nash & Young, der Stills-Young Band sowie viele Solo-Stücke zu finden, darunter (fast) alle seiner wichtigsten Lieder seiner Karriere, wie z. B. Cinnamon Girl, Down by the River, und Cowgirl in the Sand, aber auch Old Man und Heart of Gold vom Album Harvest sowie die Meilensteine Cortez the Killer und Like a Hurricane.
Dieses Album wurde von vielen als das beste Beispiel für die Retrospektive einer Karriere eines Rock-’n’-Roll-Künstlers gelobt und diente als Vorlage für viele in den 80er Jahren und später folgenden Boxset-Sammlungen anderer Künstler.
Trotzdem wurde Decade vom Kritiker Dave Marsh in dem Originalartikel über Young in der ersten Ausgabe von The Rolling Stone Illustrated History of Rock and Roll benutzt, um Young vorzuwerfen, eine Selbst-Mythologie zu kreieren, während seine Highlights ihn auf ein Level mit den größten seiner Generation, wie z. B. Bob Dylan oder die Beatles stellen, das gesamte Schaffen dies aber nicht bewerkstelligen könne.
Der Originalartikel wurde von späteren Ausgaben ausgeschlossen. Eine Zusammenfassung des Originalartikels findet sich unter dem unten angegebenen Link.
Für viele Jahre war Decade das einzige verfügbare Kompilations-Album von Neil Young. Das 1993 veröffentlichte Lucky Thirteen enthält nur Lieder der Jahre 1982 bis 1988. Erst 2004 gab Reprise Records ein Einzel-CD-Album unter dem simplen Titel Greatest Hits heraus.
Seit den 80er Jahren hat Neil Young seinen Fans versprochen, eine Nachfolge-Sammlung, vereinzelt Decade II oder Archives genannt, herauszubringen, deren Umfang zwischen einem Boxset und einer kompletten Serie von Audio- und Video-Veröffentlichungen liegen sollte. Inzwischen sind unter den Archives 2006 das Live-Album Live at the Fillmore East aus dem Jahr 1970 mit den originalen Crazy Horse zusammen mit Danny Whitten und 2007 das Live-Album Live at Massey Hall aus dem Jahr 1971 erschienen.

## Originalversion
Ursprünglich hätte Decade bereits 1976 erscheinen sollen. Das Album, das von Young in letzter Minute zurückgezogen wurde, enthielt die beiden zusätzlichen Live-Versionen von Don't Cry No Tears, aufgenommen 1976 in Japan, und Pushed It over the End, aufgenommen im Jahr 1974, sowie zusätzliche Kommentare zu Time Fades Away.
Die originalen Kommentare lauten:

“Time Fades Away. No songs from this album are included here. It was recorded on my biggest tour ever, 65 shows in 90 days. Money hassles among everyone concerned ruined this tour and record for me but I released it anyway so you folks could see what could happen if you lose it for a while. I was becoming more interested in an audio verite approach than satisfying the public demands for a repetition of Harvest.
Don't Cry No Tears. Initially titled 'I Wonder', this song was written in 1964. One of my first songs. This is a live recording from Japan with Crazy Horse.
Pushed It over the End. Recorded live on the road in Chicago, 1974. Thanks to Crosby & Nash's help on the overdubbed chorus, I was able to complete this work. I wrote it for Patty Hearst and her countless brothers and sisters. Also, I wrote it for myself and the increasing distance between me and you.”

## Zuvor unveröffentlichte Lieder
- Down to the Wire stammt vom unveröffentlichten Buffalo-Springfield-Album Stampede.
- Love Is a Rose war 1975 ein kleiner Hit für Linda Ronstadt.
- Winterlong wurde 1989 von den Pixies auf dem Neil Young Tributealbum The Bridge gecovert.
- Campaigner ist eines von mehreren politischen Liedern, die sich kritisch mit Richard Nixon auseinandersetzten.
- Long May You Run ist auf diesem Album anders abgemischt als auf dem Album Long May You Run (von Stephen Stills und Young) und enthält die Harmonien von CSNY, bevor Crosby & Nash die Aufnahmesessions verlassen haben.

## Titel
CD 1
1. Down to the Wire – 2:25 *
2. Burned – 2:14
3. Mr. Soul – 2:41
4. Broken Arrow – 6:13
5. Expecting to Fly – 3:44
6. Sugar Mountain – 5:43 *
7. I Am a Child – 2:17
8. The Loner – 3:50
9. The Old Laughing Lady – 5:59
10. Cinnamon Girl – 2:59
11. Down by the River – 9:16
12. Cowgirl in the Sand – 10:01
13. I Believe in You – 3:27
14. After the Gold Rush – 3:45
15. Southern Man – 5:31
16. Helpless – 3:34

CD 2
1. Ohio – 2:56
2. Soldier – 2:28
3. Old Man – 3:21
4. A Man Needs a Maid – 3:58
5. Harvest – 3:08
6. Heart of Gold – 3:06
7. Star of Bethlehem – 2:46
8. The Needle and the Damage Done – 2:02
9. Tonight's the Night [Part 1] – 4:41
10. Tired Eyes – 4:33
11. Walk On – 2:40
12. For the Turnstiles – 3:01
13. Winterlong – 3:05 *
14. Deep Forbidden Lake – 3:39 *
15. Like a Hurricane – 8:16
16. Love Is a Rose – 2:16 *
17. Cortez the Killer – 7:29
18. Campaigner – 3:30 *
19. Long May You Run – 3:48

(*) bis dahin unveröffentlichte Lieder